# Symmerus nepalensis
Symmerus nepalensis är en tvåvingeart som beskrevs av Munroe 1974. Symmerus nepalensis ingår i släktet Symmerus och familjen hårvingsmyggor.
Artens utbredningsområde är Nepal. Inga underarter finns listade i Catalogue of Life.